# Baco, Oriental Mindoro
Baco là một đô thị hạng 4 ở tỉnh Oriental Mindoro, Philippines. Theo điều tra dân số năm 2000, đô thị này có dân số 30.167 người trong 5.717 hộ.
Baco toạ lạc ở phía bắc Oriental Mindoro. Phía bắc giáp Verde Island Passages, phía đông giáp Thành phố Calapan và Naujan còn phía nam giáp Santa Cruz và Sablayan ở Occidental Mindoro, phía tây giáp San Teodoro.

## Barangay
Baco được chia thành 27 barangay.
| - Alag - Bangkatan - Burbuli - Catwiran I - Catwiran II - Dulangan I - Dulangan II - Lumang Bayan - Malapad - Mangangan I - Mangangan II - Mayabig - Pambisan - Pulang-Tubig | - Putican-Cabulo - San Andres - San Ignacio (Dulangan) - Santa Cruz - Santa Rosa I - Santa Rosa II - Tabon-tabon - Tagumpay - Water - Baras (dân tộc thiểu số Mangyan) - Bayanan - Lantuyang (dân tộc thiểu số Mangyan) - Poblacion |